# Nathalie de Vries
Nathalie de Vries (Appingedam, 28 oktober 1965) is een Nederlands architect en urbanist. Ze is sinds 2018 hoogleraar aan de Technische Universiteit Delft.

## Loopbaan
De Vries studeerde bouwkunde aan de TU Delft en werkte daarna voor Mecanoo Architecten in deze plaats. In 1991 richtte ze samen met Winy Maas en Jacob van Rijs het architectenbureau MVRDV op. Hier hield ze zich naast architectuur ook bezig met landschapsontwikkeling en stadsontwikkeling. Enkele van haar eerste werken waren de televisiestudio Villa VPRO en een huis voor de WoZoCo in Amsterdam-Osdorp (1997). MVRDV ontwierp onder ander het Nederlandse paviljoen voor de Expo 2000.
De Vries is gastdocent geweest aan de Technische Universiteit Berlijn (2002-2004) en was in 2005 de Morgenstern Visiting Critic aan het Illinois Institute of Technology in Chicago. Verder heeft ze les gegeven aan het Berlageinstituut in Rotterdam, de ArtEZ Academie voor beeldende kunsten Arnhem en de TU Delft. Van 2013 tot 2018 was ze aangesteld als hoogleraar aan de Kunstacademie Düsseldorf. In oktober 2018 is ze benoemd door de TU Delft tot hoogleraar Architectural Design, met als zwaartepunt Public Buildings.
Van 1999 tot 2005 was De Vries lid van de raad van bestuur van het Nederlands Architectuurinstituut. Van 2003 tot 2006 was ze lid van de Gestaltungsbeirat van Salzburg (Oostenrijk). Sinds 2004 is ze lid van de raad van het Nederlandse architectuurtijdschrift Oase. Van 2005 tot 2008 was De Vries nationaal spoorwegarchitect voor de Nederlandse Spoorwegen en ProRail. Sinds 2015 is De Vries voorzitter van de BNA.

## Persoonlijk
Nathalie de Vries is een dochter van Johan de Vries en Janny Post. Zij is getrouwd met Jacob van Rijs. Samen hebben ze twee dochters.

## Publicaties
- FARMAX (010 Publishers, Rotterdam, 1999)
- Metacity/Datatown (010 Publishers, Rotterdam, 1999)
- Reading MVRDV (NAi Publishers, Rotterdam, 2003)
- Spacefighter The evolutionary city game (Actar, Barcelona, 2005)
- KM3 EXCURSIONS ON CAPACITIES (Actar, Barcelona, 2006)
- MVRDV 1997-2003 (El Croquis, Madrid, Spain, 2003)

## Artikelen
- Orlandoni, Alessandra "Interview with Winy Maas" - The Plan 013, March 2006
- Frey, Darcy "Crowded House" - The New York Times Magazine, June 8, 2008